# Pseudofabricia aberrans
Pseudofabricia aberrans är en ringmaskart som beskrevs av Cantone 1972. Pseudofabricia aberrans ingår i släktet Pseudofabricia och familjen Sabellidae. Inga underarter finns listade i Catalogue of Life.